# (26916) 1996 RR2
1996 أر أر 2 (ويعرف أيضًا باسم (26916) 1996 أر أر 2 وفق تسمية الكوكب الصغير) (بالإنجليزية: 1996 RR2)‏ هو كويكب ضمن حزام الكويكبات؛ وترتيبه 26916 من حيث الاكتشاف.
اكتُشف هذا الجُرم الفلكي بواسطة Carl W. Hergenrother ‏ في 13 سبتمبر 1996.

## وصلات خارجية
- (26916) 1996 RR2 في قاعدة بيانات مختبر الدفع النفاث لأجرام النظام الشمسي الصغيرة

- الاكتشاف · مخطط المدار ·  العناصر المدارية · المعلمات المادية

- (26916) 1996 RR2 على موقع ويكي سكاي: DSS2, SDSS, GALEX, IRAS, Hydrogen α, X-Ray, Astrophoto, Sky Map, Articles and images